# Gertrud av Sachsen och Bayern
För den äldre Gertrud, regent i grevskapet Holland, se Gertrud av Sachsen.
Gertrud av Sachsen och Bayern, född någon gång mellan 1152 och 1155, död 1 juni 1197 och begravd i Vä kyrka i Skåne, var hertiginna av Schwaben som gift med Friedrich IV av Schwaben och drottning av Danmark som gift med Knut Valdemarsson av Danmark.
Hon var dotter till hertig Henrik Lejonet av Sachsen och Bayern i dennes första äktenskap med Klementia av Zähringen. Hon gifte sig första gången den 1 juni 1166 med hertig Fredrik IV av Schwaben och andra gången någon gång mellan 1171 och 1177 med kung Knut Valdemarsson av Danmark. Hon var mycket religiös, och levde i celibat med sin andre man.